# Grosse Tête
Grosse Tête är ett municipalsamhälle (village) i Iberville Parish i Louisiana. Vid 2020 års folkräkning hade Grosse Tête 548 invånare.